# Håkan Hellberg
John Håkan Hellberg, född 23 mars 1930 i Gamlakarleby, är en finländsk läkare och ämbetsman. Han är bror till prästen Göran Hellberg.
Hellberg blev medicine licentiat 1957. Hans karriär som läkare och administratör har präglats av ett mångårigt internationellt engagemang, framför allt i u-länderna. Han förestod ett sjukhus i Namibia 1958–1963, var vice direktor för det medicinska hjälparbetet vid Kyrkornas världsråd i Genève 1968–1974 och direktör för informationsavdelningen vid WHO 1981–1987. Däremellan var Hellberg byråchef och avdelningschef vid Medicinalstyrelsen och gjorde 1987–1992 ett nedslag i journalistiken som chefredaktör för Hufvudstadsbladet. Senare har han varit verksam som medicinsk expert inom det tuberkulosarbete som Lunghälsan i Finland bedriver i Afrika och flera östeuropeiska länder.
Hellberg har innehaft ledande poster inom en rad ideella och kyrkliga organisationer, bland annat som ordförande i Finlands Röda Kors 1992–1995. Han erhöll medicinalråds titel 1992.